# Venancio Ramos
Venancio Ramos (Venancio Ariel Ramos Villanueva), né le 20 juin 1959 à Artigas, est un ancien footballeur international uruguayen.  

## Biographie

### En club
Surnommé "Chicharra", Venancio Ramos commença sa carrière en 1977 au sein du Club Atlético Peñarol avec lequel il remporta la plupart de ses titres : quatre championnats, une Copa Libertadores et une Coupe Intercontinentale.  
En 1984, il rejoint l'Europe au sein du Racing Club de Lens avant de revenir sur le continent avec le club argentin du CA Independiente en 1987.  Il termina sa carrière en Uruguay, parmi différents clubs du pays : le RC Montevideo, le Club Nacional, le Defensor SC et El Tanque Sisley.  

### En sélection
Venancio Ramos compte 41 sélections avec l'Uruguay entre 1978 et 1991. Il participa notamment à la Coupe du Monde 1986 au Mexique et à deux Copa América en 1979 et en 1983 dont il remporta cette dernière.  

### Comme entraîneur
De 2006 à 2009, Venancio Ramos est l'entraîneur de l'équipe d'Uruguay de beach soccer. 

## Palmarès
En club :
- Champion d'Uruguay (4) : 1978, 1979, 1981 et 1982 avec le CA Peñarol
- Vainqueur de la Copa Libertadores en 1982 avec le CA Peñarol
- Vainqueur de la Coupe Intercontinentale en 1982 avec le CA Peñarol

En sélection :
- Vainqueur de la Copa América en 1983
- Vice-champion de la Coupe du monde de beach soccer en 1997

En tant qu'entraîneur :
- Vice-champion de la Coupe du monde de beach soccer en 2006
- Troisième de la Coupe du monde de beach soccer en 2007